# VIDEO GLAY
『VIDEO GLAY』（ビデオ・グレイ）はGLAYが1995年5月17日にリリースした1stビデオ・クリップス。

## 概要
同時に5thシングル「ずっと2人で…／GONE WITH THE WIND」も発売されている。2001年6月20日に、『VIDEO GLAY 2』『無限のdéjà vu DOCUMENT of “BEAT out!” TOURS』と共にワーナーミュージック・ジャパンからDVD化されているが、現在は廃盤になっている。

## 収録曲
1. SPEED POP (Introduction)
2. RAIN
3. 真夏の扉
「GLAY EXPO 2001 GLOBAL COMMUNICATION」石狩公演にてこのPVとともに演奏された。
4. 彼女の“Modern…”
PVでは唯一元メンバーのNOBUMASAが映っている。
5. Freeze My Love
6. INNOCENCE
エンドロール扱いであり正式なPVではない。「RAIN」「真夏の扉」やライブでの舞台裏の映像が盛り込まれている。エンドクレジットではNOBUMASAがメンバーとして表記されているが、実際に映っているのはNOBUMASA以外の4人のみである。